# سیارک ۲۳۷۲۸
سیارک ۲۳۷۲۸ (به انگلیسی: 23728 Jasonmorrow، نامگذاری:1998HV63) بیست و سه هزار و هفتصد و بیست و هشتمین سیارک کشف شده‌است که در ۲۱ آوریل ۱۹۹۸ کشف شد.
قدر مطلق سیارک برابر ۱۹.۵ است.